# 조슈아 브룸
조슈아 루크 브룸(영어: Joshua Luke Broome, 1982년 7월 16일 ~ )는 로코 리드(영어: Rocco Reed)으로도 알려진 미국의 목사이자 전직 포르노 배우다.